# Porta Senese (Istia d'Ombrone)
Porta Senese è la porta situata nella parte nord-orientale della cinta muraria esterna di Istia d'Ombrone, località del comune di Grosseto.

## Storia
La porta fu costruita nel corso del XII secolo assieme alla torre nella quale risultava incorporata.
Nel corso dei secoli, la struttura ha subito alcuni interventi di modifica, con la probabile aggiunta degli archi superiori durante la dominazione senese. Tuttavia, l'abbandono del paese susseguente al dilagare della malaria ha determinato un inesorabile degrado, sia per la cinta muraria che per la porta stessa, la quale è giunta ai giorni nostri in cattivo stato di conservazione.

## Architettura
Porta Senese di Istia d'Ombrone, denominata anche Portaccia per lo stato di conservazione, si presenta sotto forma di un imponente rudere che emerge addossato alle mura in pietra.
La struttura è interamente rivestita in laterizio, con una doppia porta che presenta un arco ribassato sul lato interno ed uno tondo all'esterno; al di sopra, si apre un doppio arco ribassato su entrambi i lati.
La parte alta termina proprio sopra il doppio arco superiore, priva di coronamenti. L'attuale aspetto del rudere lascia immaginare la presenza originaria di una merlatura sommitale oramai perduta.